# Vorrei avere il becco
Vorrei avere il becco è un brano musicale del cantante Povia, vincitore del Festival di Sanremo 2006. Il testo di Vorrei avere il becco esalta i valori della monogamia e della fedeltà coniugale.

## Descrizione
Il brano arrangiato e missato da Francesco Musacco, produzione esecutiva di Angelo Carrara è stato inserito nell'album del cantante I bambini fanno "ooh..." la storia continua..., pubblicato nello stesso anno.

## Classifiche
| Classifica (2006) | Posizione massima |
| ----------------- | ----------------- |
| Italia            | 10                |

### Classifiche di fine anno
| Classifiche (2006) | Posizione |
| ------------------ | --------- |
| Italia             | 29        |